# Szchara
Szchara (gruz. შხარა) – najwyższy szczyt Gruzji i trzeci co do wysokości szczyt Kaukazu, mierzy 5193 m n.p.m. Niższy, zachodni wierzchołek ma wysokość 5068 m n.p.m. Znajduje się w regionie Górna Swanetia, na granicy gruzińsko-rosyjskiej, około 90 km na północ od miejscowości Kutaisi, drugiego co do wielkości miasta Gruzji. Znajduje się na terenie Kabardyjsko-Bałkarskiego Rezerwatu Wysokogórskiego.
Pierwszymi zdobywcami szczytu zostali we wrześniu 1888 r. Brytyjczyk John Garford Cockin i jego szwajcarscy przewodnicy Ulrich Almer i Christian Roth. Pierwszymi polskimi zdobywcami Szchary byli Jakub Bujak wraz ze Stefanem Bernadzikiewiczem, którzy 18 sierpnia 1935 roku weszli na szczyt.
Szchara jest najwyższą częścią wielkiego muru skalnego, tzw. Ściany Bezingi. Wznosi się on na wysokość półtora kilometra do nawet dwóch kilometrów ponad podstawę. 
Północny filar Szchary osiąga 1600 metrów.
Od południa właściwa wspinaczka na szczyt wiąże się z pokonaniem przewyższenia 2200 metrów, a całkowita deniwelacja szczytu względem doliny Inguri wynosi aż 3000 metrów.

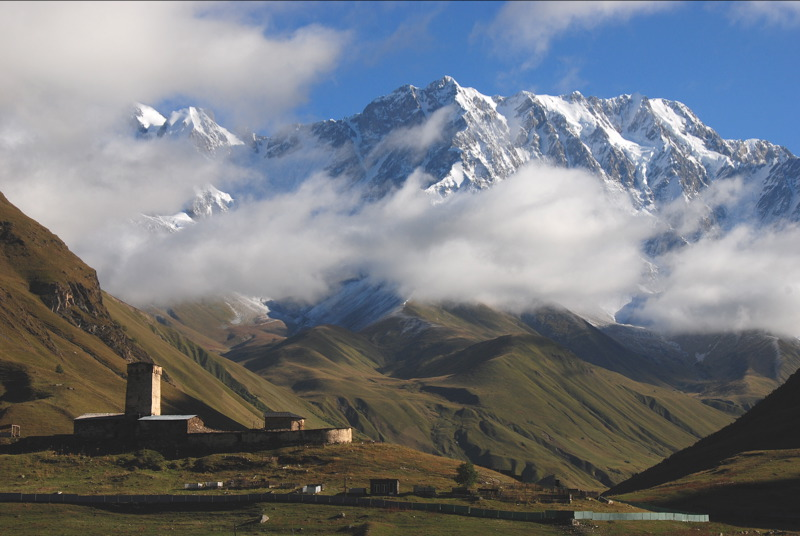
Widok na masyw Szchary z wioski Uszguli